# 1224 dans les croisades
Cette page regroupe les évènements concernant les Croisades qui sont survenus en 1224.
- 14 janvier : Amaury VI de Montfort abandonne Carcassonne au comte de Toulouse et se rend vers le nord[1].
- février : Amaury VI de Montfort renonce à ses droits en Occitanie en faveur du roi de France[1].
- 3 juin : devant une assemblée d'évêques siégeant à Montpellier, Raymond VII de Toulouse, Roger-Bernard II de Foix et Raimond II Trencavel font le serment de purger leurs territoires de l’hérésie et de restituer les biens spoliés au clergé[1].
- 25 août : le pape Honorius III accepte les termes du serment que Raymond VII de Toulouse, Roger-Bernard II de Foix et Raimond II Trencavel ont prononcé à Montpellier le 3 juin et les confirme dans leurs possessions[1].
- Jean III Doukas Vatatzès, empereur grec de Nicée, s'empare d'Andrinople[2].
- Théodore Ier Ange Doukas, despote d'Épire, s'empare du royaume de Thessalonique[2].
- Amaury VI de Montfort cède ses droits sur le comté de Toulouse et le Languedoc au roi de France[3].